# Андреевское сельское поселение (Александровский район)
Андре́евское се́льское поселе́ние — муниципальное образование в Александровском муниципальном районе Владимирской области России.
Административный центр — село Андреевское.

## География
Территория сельского поселения расположена в восточной части Александровского района. Площадь — 589,0 км².

## История
Андреевский сельсовет был образован в 1920-х годах в составе Андреевской волости Александровского уезда Владимирской губернии. С 1929 года в составе Александровского района Александровского округа Ивановской Промышленной области, с 1944 года в составе Владимирской области. В 1948 году после упразднения Александровского района Андреевский сельсовет был передан в состав пригородной зоны города Александрова. В 1959 году в сельсовет передана территория упразднённого Поречского сельсовета. С 1963 года сельсовет в составе Струнинского сельского района, с 1965 года — вновь в составе Александровского района. В 1969 году в результате разукрупнения был образован Новоселковский сельсовет, просуществовавший до 1975 года. 
Андреевское сельское поселение образовано 16 мая 2005 года в соответствии с Законом Владимирской области № 61-ОЗ. В его состав вошли территории бывших сельских советов (с 1998 года — сельских округов): Андреевского, Годуновского, Долгопольского, Елькинского и Майского.

## Население
| 2010  | 2011  | 2012  | 2013  | 2014  | 2015  | 2016  | 2017  | 2018  |
| ----- | ----- | ----- | ----- | ----- | ----- | ----- | ----- | ----- |
| 5594  | ↘5580 | ↘5488 | ↘5312 | ↘5213 | ↘4988 | ↘4859 | ↘4789 | ↘4670 |
| 2019  | 2020  | 2021  |       |       |       |       |       |       |
| ↘4586 | ↘4429 | ↗5517 |       |       |       |       |       |       |

## Состав сельского поселения
| №  | Населённый пункт  | Тип населённого пункта       | Население |
| -- | ----------------- | ---------------------------- | --------- |
| 1  | Аксёновка         | деревня                      | ↗77       |
| 2  | Андреевское       | село, административный центр | ↘937      |
| 3  | Базуново          | деревня                      | ↗5        |
| 4  | Бакино            | деревня                      | ↗158      |
| 5  | Башкино           | деревня                      | ↗12       |
| 6  | Бельтеевка        | деревня                      | ↗6        |
| 7  | Большие Вёски     | деревня                      | ↘13       |
| 8  | Большое Маринкино | деревня                      | ↗25       |
| 9  | Бунаково          | деревня                      | ↗24       |
| 10 | Буньково          | деревня                      | ↘1        |
| 11 | Вашкино           | деревня                      | ↗1        |
| 12 | Вески             | деревня                      | ↗124      |
| 13 | Владимирово       | деревня                      | ↘0        |
| 14 | Володино          | деревня                      | ↗18       |
| 15 | Высоково          | деревня                      | →0        |
| 16 | Вязьмино          | деревня                      | ↗51       |
| 17 | Вяльковка         | деревня                      | ↗10       |
| 18 | Годуново          | село                         | ↘475      |
| 19 | Горки             | деревня                      | ↘2        |
| 20 | Демьяново         | деревня                      | ↗6        |
| 21 | Долгополье        | село                         | ↘14       |
| 22 | Егорьевское       | деревня                      | →0        |
| 23 | Еловки            | деревня                      | ↗5        |
| 24 | Елькино           | деревня                      | ↘386      |
| 25 | Зиновьево         | село                         | ↘5        |
| 26 | Зубарево          | деревня                      | ↗1        |
| 27 | Иваново-Соболево  | деревня                      | ↗117      |
| 28 | Ивановское        | деревня                      | ↘9        |
| 29 | Ирково            | село                         | ↗9        |
| 30 | Каблуково         | деревня                      | ↘1        |
| 31 | Кишкино           | село                         | →0        |
| 32 | Клемячево         | деревня                      | ↗8        |
| 33 | Козлаково         | деревня                      | ↘0        |
| 34 | Косково           | деревня                      | ↗2        |
| 35 | Крутец            | деревня                      | ↗91       |
| 36 | Кудрино           | деревня                      | ↗6        |
| 37 | Куликовка         | деревня                      | ↗24       |
| 38 | Легково           | деревня                      | ↗364      |
| 39 | Луч               | посёлок                      | ↘54       |
| 40 | Майский           | посёлок                      | ↘643      |
| 41 | Малое Маринкино   | деревня                      | ↗25       |
| 42 | Малые Вёски       | деревня                      | ↘0        |
| 43 | Маяк              | посёлок                      | ↗217      |
| 44 | Межаково          | деревня                      | ↗5        |
| 45 | Мячково           | село                         | ↘39       |
| 46 | Недюревка         | деревня                      | ↗167      |
| 47 | Николаевка        | деревня                      | →0        |
| 48 | Никольское        | деревня                      | ↗4        |
| 49 | Новинки           | деревня                      | ↗10       |
| 50 | Новинки           | деревня                      | ↘157      |
| 51 | Новосёлка         | село                         | ↘99       |
| 52 | Паткино           | деревня                      | ↘0        |
| 53 | Поварово          | деревня                      | ↘0        |
| 54 | Подвязье          | деревня                      | ↘61       |
| 55 | Подсосенье        | деревня                      | ↘0        |
| 56 | Покров            | деревня                      | ↗3        |
| 57 | Поречье           | деревня                      | ↘93       |
| 58 | Пречистино        | деревня                      | ↘3        |
| 59 | Прокофьево        | деревня                      | ↗37       |
| 60 | Путилово          | деревня                      | →0        |
| 61 | Рождествено       | деревня                      | →11       |
| 62 | Рябинино          | деревня                      | ↗4        |
| 63 | Самарино          | деревня                      | ↗16       |
| 64 | Светлый           | посёлок                      | ↗432      |
| 65 | Семенково         | деревня                      | →0        |
| 66 | Сивково           | деревня                      | ↗9        |
| 67 | Соколово          | деревня                      | ↗35       |
| 68 | Сорокино          | деревня                      | ↗43       |
| 69 | Спорново          | деревня                      | ↗147      |
| 70 | Степаниха         | деревня                      | ↘1        |
| 71 | Сусловка          | деревня                      | →3        |
| 72 | Тепелёво          | деревня                      | →0        |
| 73 | Холопово          | деревня                      | ↗133      |
| 74 | Чернецкое         | деревня                      | ↘12       |
| 75 | Четверть          | деревня                      | ↘42       |
| 76 | Числавль          | деревня                      | ↗7        |
| 77 | Шимохтино         | село                         | ↘11       |
| 78 | Шихово            | деревня                      | ↘2        |
| 79 | Шушково           | деревня                      | ↘3        |
| 80 | Щекотово          | деревня                      | ↘2        |